# Iznogoud enfin calife !

Iznogoud enfin Calife est le vingtième album de la série Iznogoud de Tabary.

## Synopsis
Dans une crise de désespoir temporaire, Iznogoud craque et annonce en hurlant qu'il ne veut plus être calife à la place du calife. Mais tout le monde l'a entendu, et cela mécontente le Calife; en effet, celui-ci a renié (sous l'influence d'Iznogoud) ses trois frères (Deroun, Troiroun et Katroun) pour qu'Iznogoud soit son seul successeur, et se sent vexé, puisqu'il doit maintenant les retrouver. Craignant d'être empalé par le frère du calife qui sera choisi, Iznogoud tente de les retrouver tous les trois pour s'assurer qu'ils ne reviennent pas. Pour compléter le tout, des conspirateurs tentent de profiter de ce qu'il a dit dans sa crise de désespoir pour le mettre en disgrâce et le faire condamner à mort...

## Note
Contrairement à ce que dit le titre, Iznogoud n'est jamais réellement calife dans cet album. Chassé croisé (dernier épisode du tome 2) est donc la seule histoire de la série où Iznogoud réussit son entreprise.
Les prénoms du Calife et de ses frères (Haroun, Deroun, Troiroun et Katroun) correspondent à un jeu de mots sur les chiffres et sur le mot « round » (un round, deux rounds, trois rounds et quatre rounds).